# NGC 3059
NGC 3059 في الفهرس العام الجديد، هي مجرة، تقع في كوكبة القاعدة. اكتشفت في 23 مارس 1835 بواسطة جون هيرشل.

## روابط خارجية
- NGC 3059 على موقع ويكي سكاي: DSS2, SDSS, GALEX, IRAS, Hydrogen α, X-Ray, Astrophoto, Sky Map, Articles and images